# Həsən Əliyev
Həsən Əliyev (también escrito como Hasan Aliyev; Qazax, URSS, 14 de noviembre de 1989) es un deportista azerbaiyano que compitió en lucha grecorromana.
Ganó dos medallas en el Campeonato Mundial de Lucha, oro en 2010 y bronce en 2016, y cinco medallas en el Campeonato Europeo de Lucha entre los años 2010 y 2016.
Participó en los Juegos Olímpicos de Londres 2012, ocupando el quinto lugar en la categoría de 60 kg. En los Juegos Europeos de Bakú 2015 obtuvo una medalla de bronce en la categoría de 66 kg.

## Palmarés internacional
| Campeonato Mundial | Campeonato Mundial  | Campeonato Mundial | Campeonato Mundial |
| Año                | Lugar               | Medalla            | Categoría          |
| ------------------ | ------------------- | ------------------ | ------------------ |
| 2010               | Moscú (Rusia)       | Medalla de oro     | 60 kg              |
| 2016               | Budapest (Hungría)  | Medalla de bronce  | 71 kg              |
| Juegos Europeos    |                     |                    |                    |
| Año                | Lugar               | Medalla            | Categoría          |
| 2015               | Bakú (Azerbaiyán)   | Medalla de bronce  | 66 kg              |
| Campeonato Europeo |                     |                    |                    |
| Año                | Lugar               | Medalla            | Categoría          |
| 2010               | Bakú (Azerbaiyán)   | Medalla de oro     | 60 kg              |
| 2011               | Dortmund (Alemania) | Medalla de bronce  | 60 kg              |
| 2013               | Tiflis (Georgia)    | Medalla de bronce  | 66 kg              |
| 2014               | Vantaa (Finlandia)  | Medalla de plata   | 66 kg              |
| 2016               | Riga (Letonia)      | Medalla de bronce  | 71 kg              |